# سينيسا (إلينوي)
سينيسا (بالإنجليزية: Seneca)‏ هي منطقة سكنية تقع في الولايات المتحدة في إلينوي. يقدر عدد سكانها بـ 2,371 نسمة .

## الموقع الجغرافي
الموقع الجغرافي للمناطق المحيطة بهذه النقطة هو كالتالي:

## أعلام
- جون تريسي إليس
- ديف كالاهان